# JModelica.org
JModelica.org est un logiciel libre de modélisation utilisant le langage de Modelica pour la modélisation, la simulation, l'optimisation et l'analyse des systèmes dynamiques complexes. Le logiciel est développé et maintenu par Modelon AB en collaboration avec des laboratoires universitaires et des industriels en particulier l'Université de Lund et le Lund Center for Control of Complex Systems (LCCC).

## Composition
Les principaux composants sont :
- un compilateur Modelica pour traduire les sources Modelica en code C ou XML. Le compilateur génère également des modèles compatibles avec le standard Functional Mock-up Interface.
- Assimulo, un package Python pour la simulation des modèles dynamiques. Il est utilisé comme moteur de simulation par JModelica.org.
- des algorithmes pour résoudre les problèmes d'optimisation dynamique de grande échelle en utilisant les méthodes de colocalisation sur des éléments finis et colocalisation pseudo-spectrales.
- un paquet logiciel Python pour l'interface utilisateur.
- un module complémentaire Eclipse pour l'édition du code source Modelica.